# 朵貝的愛情繪本
《朵貝的愛情繪本》（瑞典語：Tove）是2020年上映的一部有关芬兰瑞典族作家和插画家及姆明动画形象的创作者托芙·扬松的传记片。电影的编剧为埃娃·普特罗（Eeva Putro），导演为赛达·贝里罗特。电影的标题主人公图苇的角色由阿尔玛·珀于斯蒂主演。该电影的预算为3.4百万欧元，因此成为继2017年版《无名战士》之后第二部成本最高的芬兰电影。该电影被推荐为第93屆奧斯卡金像獎最佳國際影片獎的芬兰提名。

## 剧情
电影围绕着托芙·扬松的早期生活而展开，从战时到1950年代中期。电影同时表现了她的个人情感，以及姆明角色和畅销系列小说的创作过程。

## 发行
此部电影在芬兰的首映日期为2020年10月2日。